# Haftādar
Haftādar (persiska: هَفدَر, هَفت تَهَل, هفتادر, هَفت تَهل, هَفتادُر, هَفتَدَر, هَفتاد دَر, Haftādorr) är en ort i Iran.   Den ligger i provinsen Yazd, i den centrala delen av landet, 400 km sydost om huvudstaden Teheran. Haftādar ligger 1 100 meter över havet och antalet invånare är 541.
Terrängen runt Haftādar är huvudsakligen platt, men söderut är den kuperad.Runt Haftādar är det mycket glesbefolkat, med 3 invånare per kvadratkilometer. Närmaste större samhälle är Khavāş Kūh, 16,3 km söder om Haftādar. Trakten runt Haftādar är ofruktbar med lite eller ingen växtlighet.